# 寻骨风
寻骨风（学名：Isotrema mollissimum）又名穿地筋、毛风草、猫耳朵草、毛香、黄才香、猴耳草、白毛藤、烟袋锅、绵毛马兜铃，为马兜铃科关木通属的植物，是中国的特有植物。分布于中国大陆的江苏、安徽、陕西、河南、江西、湖南、浙江、山东、湖北、山西、贵州等地，生长于海拔100米至850米的地区，一般生于沟边、草丛、山坡以及路旁，目前尚未由人工引种栽培。
嫩枝、叶柄、叶背、花梗、子房、花外面等密被白色长绵毛。

## 外部連結
- 綿毛馬兜鈴 Mianmaomadouling （页面存档备份，存于） 藥用植物圖像數據庫 (香港浸會大學中醫藥學院) （中文）（英文）
- 尋骨風 Xun Gu Feng （页面存档备份，存于） 中藥標本數據庫 (香港浸會大學中醫藥學院) （繁體中文）（英文）
- 馬兜鈴酸I Aristolochic acid I （页面存档备份，存于） 中草藥化學圖像數據庫 (香港浸會大學中醫藥學院) （中文）（英文）